# Hugo II de Borgoña
Hugo II de Borgoña, llamado el Pacífico (¿?, 1084-¿?, 1143). Noble francés y duque de Borgoña de 1102 a 1143.

## Vida
Era hijo de Eudes I Borrel y de Sibila de Borgoña.
Combatió en defensa de su soberano Luis VI el Gordo contra Enrique I de Inglaterra en 1109 y luego contra el emperador germánico Enrique V, que intentó invadir la Champaña en 1124.

### Matrimonio e hijos
En 1110 se casó con Matilde de Turena († 1163), hija de Boson I, vizconde de Turenne y de Gerberga. De esta unión nacieron:
- Angelina (1116-1163), casada en 1130 con Hugo I de Vaudémont († 1155).
- Clemencia (1117-¿?), casada con Enrique III de Donzy († 1187).
- Eudes (1118-1162), duque de Borgoña con el nombre de Eudes II.
- Gauterio (1120-1180), arzobispo de Besanzón.
- Hugo el Rojo (1121-1171), señor de Navilly.
- Roberto (1122-1140) obispo de Autun.
- Enrique (1124-1170) señor de Flavigny.
- Ramón (1125-1156), señor de Grignon y de Montpensier.
- Sibila (1126-1150), casada en 1149 con Roger II de Sicilia († 1154).
- Dulce (1128-¿?), casada con Ramón de Grancey.
- Matilde (1130-29 de septiembre de 1173), casada con Guillermo VII de Montpellier; (bisabuelos de Jaime I de Aragón).
- Aremburga (1132-¿?).